# Megaconus
Megaconus mammaliaformis
Genre
Espèce
Megaconus est un genre éteint de Mammaliaformes de l'ordre des Haramiyida. L'espèce type et seule espèce du genre Megaconus mammaliaformis, fondée sur un fossile trouvé dans le Nord de la Chine, a été décrite en 2013.

## Historique
L'espèce Megaconus mammaliaformis, décrite dans la revue Nature en 2013, est basée sur un squelette fossile presque complet, trouvé en Mongolie-Intérieure, dans la formation de Tiaojishan, étagée du Jurassique moyen au Jurassique supérieur. Le fossile était enfoui dans des cendres volcaniques, dans les environs d'un ancien lac.
Le nom de genre Megaconus signifie grandes cuspides, du grec mega (grand) et conus (cuspide), en référence aux grandes prémolaires de la mandibule. L'épithète spécifique mammaliaformis fait référence à la position ancestrale de l'espèce dans la lignée conduisant aux Mammifères.

## Datation
Le fossile est daté du Jurassique moyen, il y a environ 165 millions d'années (Bathonien).

## Description
Megaconus montre certains traits archaïques, comme une oreille moyenne encore mandibulaire, une transition graduelle entre les vertèbres thoraciques et les vertèbres lombaires, et une cheville plutôt primitive, mais les molaires sont fortement dérivées, avec une couronne haute et plusieurs racines partiellement fusionnées. Les molaires supérieures présentent des rangées de cuspides longitudinales en occlusion alternée avec celles des molaires inférieures, ce qui indique une spécialisation dans la mastication de plantes. L'espèce partage les caractéristiques dentaires des Eleutherodontidae, une famille assez largement représentée durant le Jurassique. 
Megaconus avait un poids estimé à 250 grammes. C'était un animal terrestre qui avait probablement une démarche analogue à celle d'animaux actuels comme les tatous ou les damans,.
Les découvreurs lui supposent une fourrure, d'après des restes de poils identifiés sur le squelette, ce qui montrerait que l'apparition du poil serait bien antérieure à l'apparition de la lactation, trait qui caractérise les vrais Mammifères,.

## Écologie
Megaconus était un animal végétivore, ce qui montre que ce régime alimentaire existait dans la lignée mammaliaforme bien avant l'arrivée des vrais Mammifères.

## Phylogénie
Megaconus fait partie de l'ordre des Haramiyida, un groupe intermédiaire dans la lignée des Mammaliaformes.

## Publication originale
- (en) Chang-Fu Zhou, Shaoyuan Wu, Thomas Martin et Zhe-Xi Luo, « A Jurassic mammaliaform and the earliest mammalian evolutionary adaptations », Nature, vol. 500, no 7461,‎ 7 aout 2013, p. 163–167 (ISSN 1476-4687, DOI 10.1038/nature12429, lire en ligne)